# Биг-Сур
Биг-Сур (англ. Big Sur) — малонаселенный район побережья центральной Калифорнии, где горный хребет Санта-Лусия резко обрывается к побережью Тихого океана. Местность имеет живописный вид, за счёт которого Биг-Сур популярен среди туристов. Расположенная в Биг-Суре гора Коун-Пик — наивысшая из прибрежных гор в США, возвышается над уровнем моря примерно на 1,6 км, находясь лишь в 4,8 км от океана.

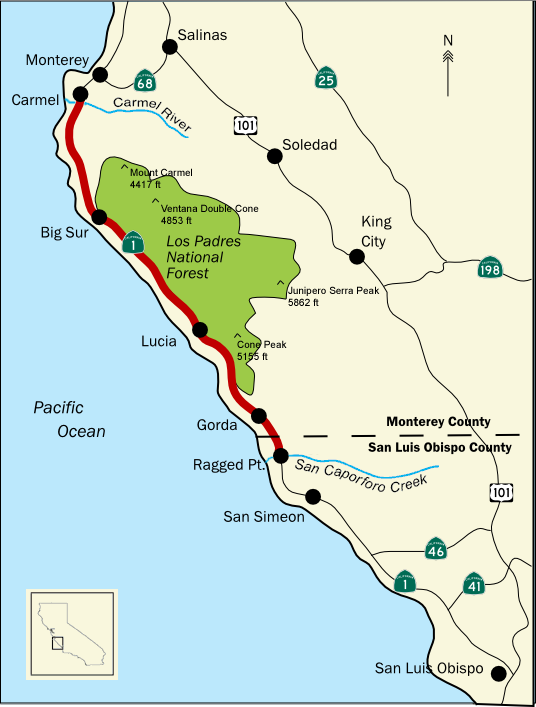
Карта Биг-Сура

## География
Хотя Биг-Сур не имеет чётких границ, обычно в него включают 145 км береговой линии между рекой Кармел и бухтой Сан-Капрофоро шириной 30 км (до восточных предгорий хребта Санта-Лусия). Другие географические источники проводят восточную границу района по береговым вершинам этих гор, ограничивая ширину Биг-Сура лишь 5—20 км. Северная оконечность Биг-Сура находится примерно в 193 км от Сан-Франциско, а южная — примерно в 394 км от Лос-Анджелеса.

## В искусстве
В 1940 году в Биг-Суре поселился писатель Генри Миллер; этому периоду посвящён его автобиографический роман «Биг-Сур и апельсины Иеронима Босха». Сейчас здесь расположен дом-музей Миллера.
У Джека Керуака есть роман «Биг-Сур», который был написан в 1961 и издан в 1962 году (русский перевод романа вышел в 2002 году).
В Биг-Суре происходит действие и проходили съёмки фильмов «Биг-Сур» (по роману Керуака), «Я устал от тебя» и «Кулик».
Некоторое время в Институте Эсален в Биг-Суре жил Фредерик Перлз, основатель гештальт-терапии.
The Dharma at Big Sur — пьеса для электрической скрипки с оркестром американского композитора Джона Адамса.
Лидер группы Nine Inch Nails Трент Резнор в период работы над альбомом «The Fragile», какое-то время проживал в Биг-Суре. Здесь он намеревался покончить жизнь самоубийством. Песня «La Mer» была написана в тот момент времени.  

## Галерея

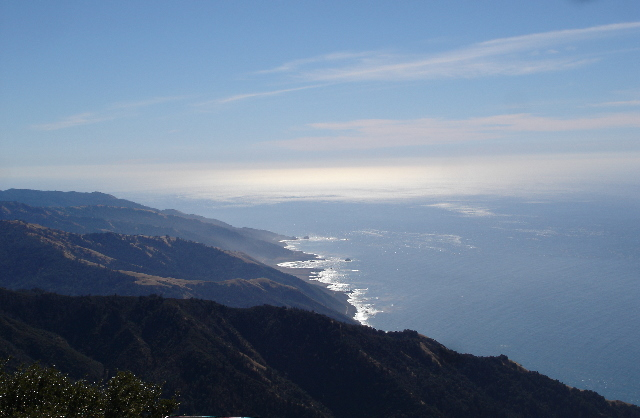
Биг-Сур с вершины горы Коун-Пик.
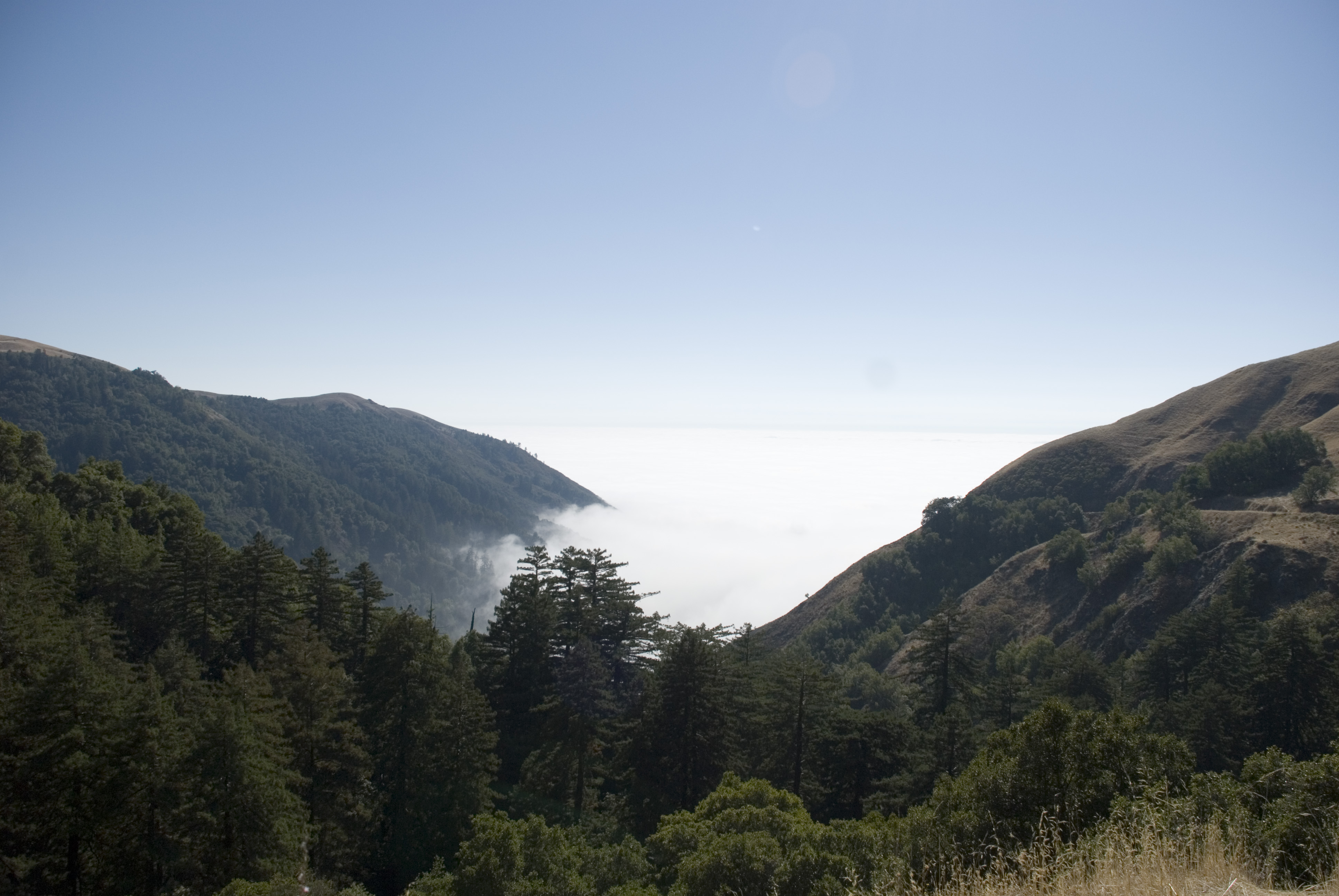
Вид на запад с дороги Насимьенто-Фергюсон.
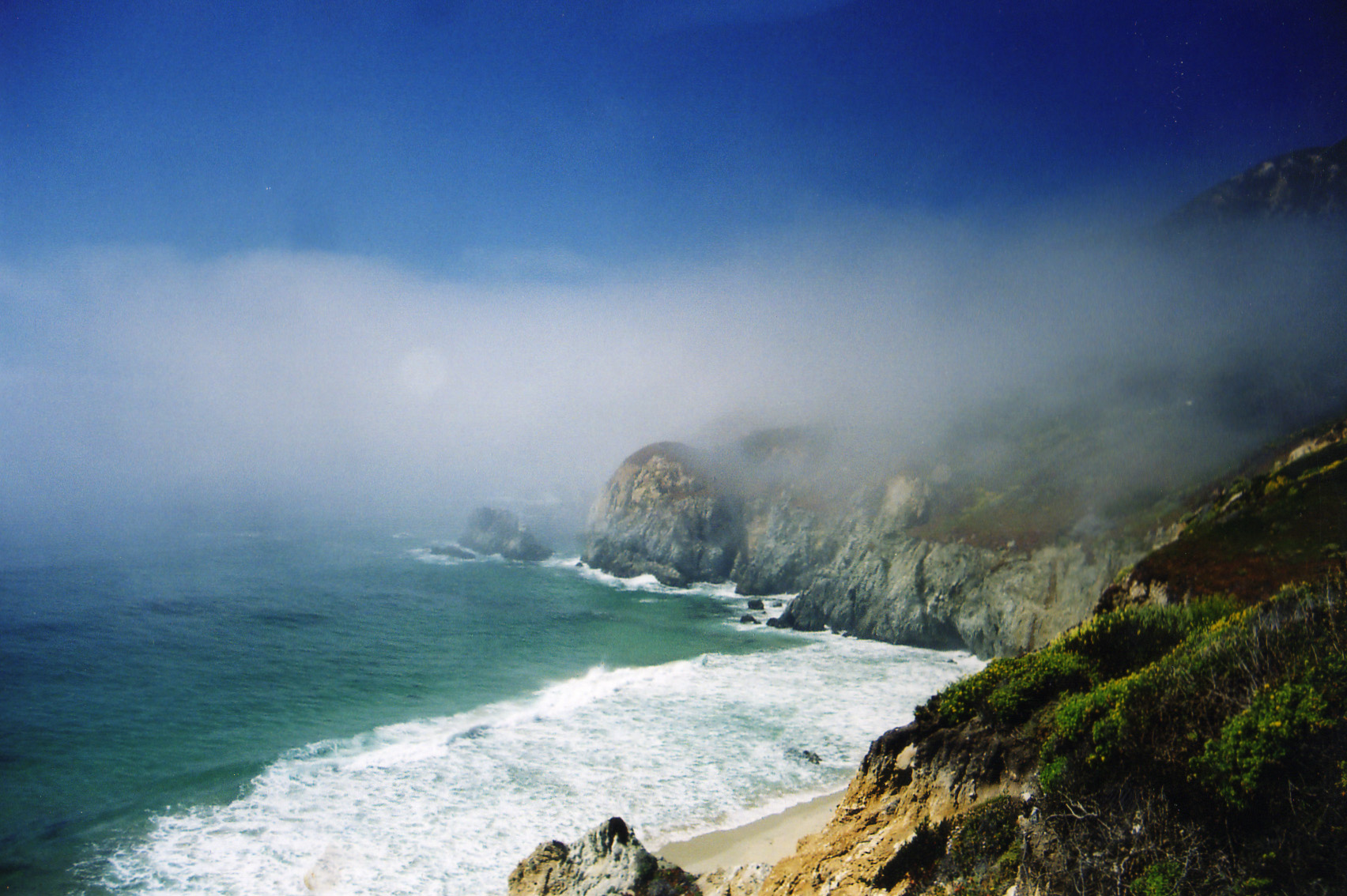
Туман с океана типичным летним днем.
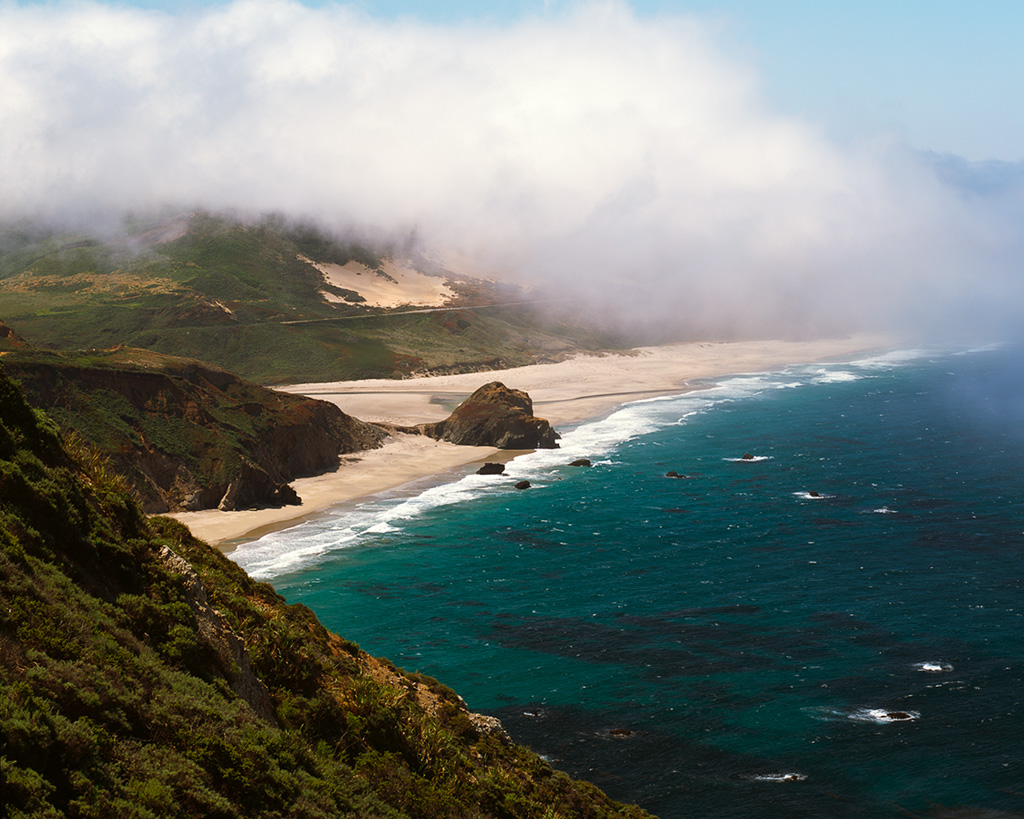
Побережье Биг-Сура, глядя на юг.
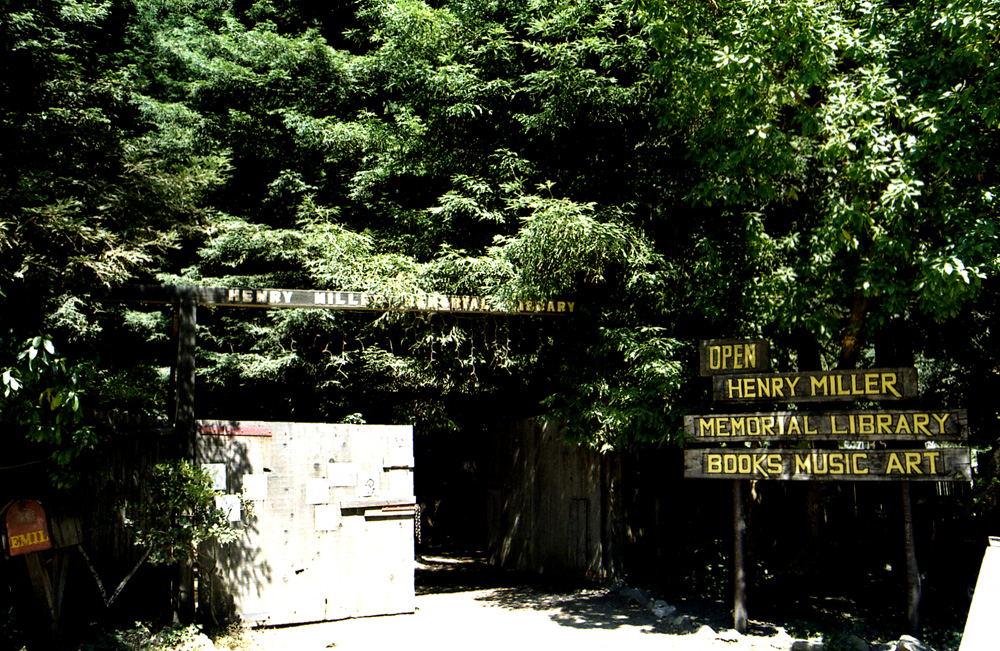
Писатель Генри Миллер жил в Биг-Суре в 1944-1962.
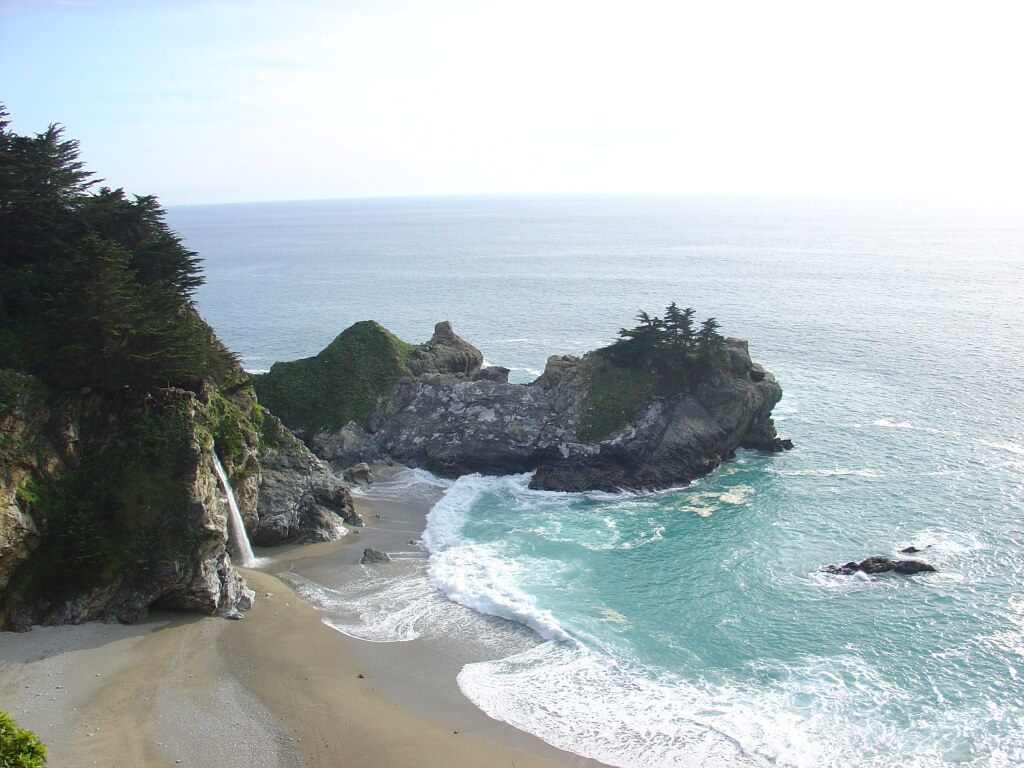
Пещера Маквей и водопады в парке Джулия Пфайфер Бернс.
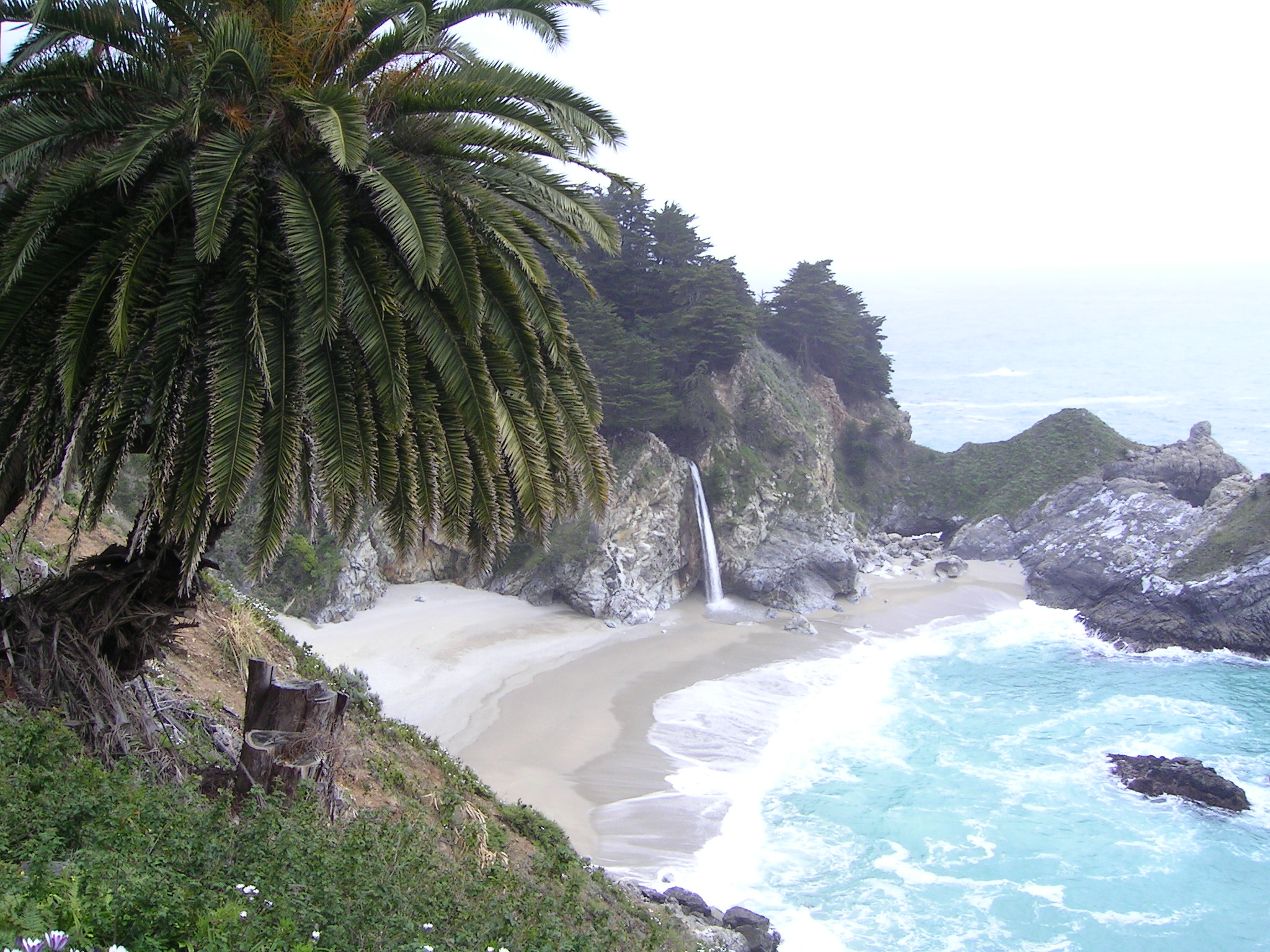
Пещера Маквей. Бывшие хозяева высадили экзотические растения в середине XX века.
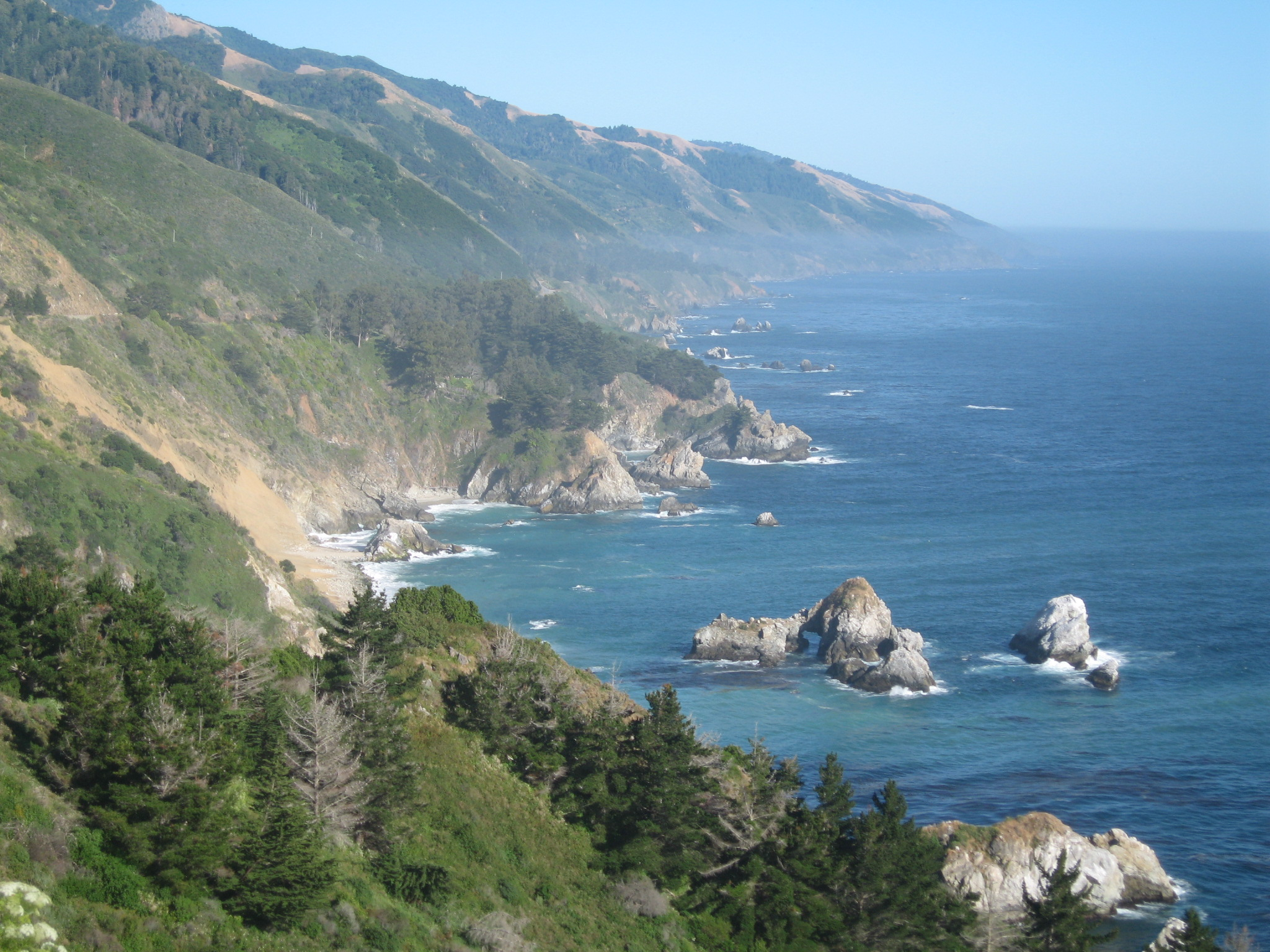
Побережье и скалы Маквей.
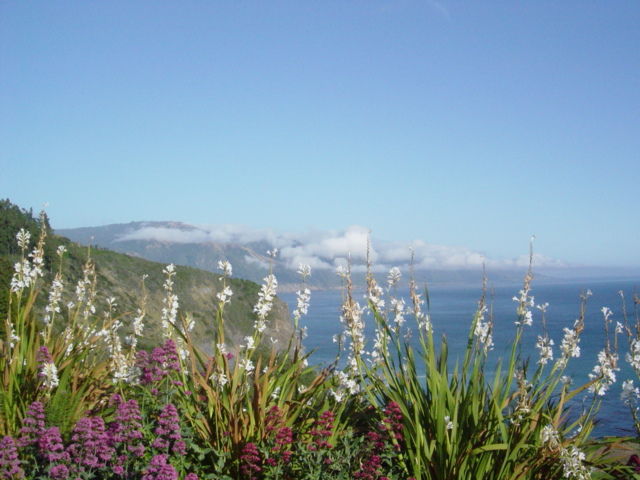
Побережье с хребта Санта-Люсия.
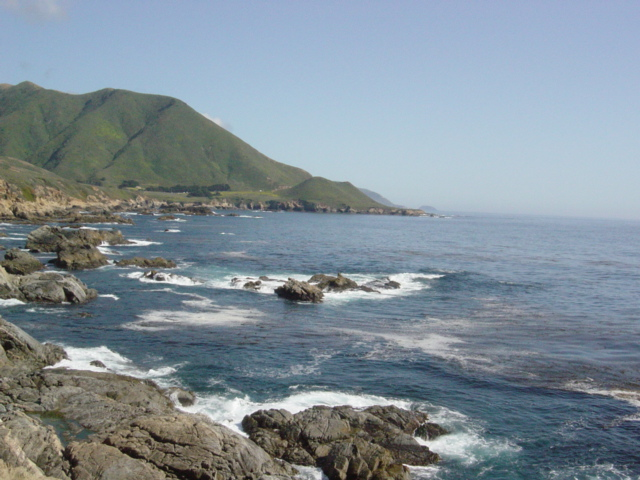
Побережье на 20 км южнее реки Кармель.
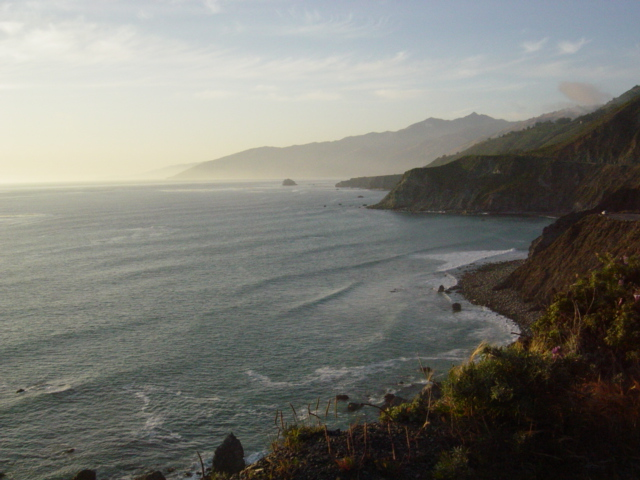
Биг-Сур вечером.